# Frank Ertel Carlyle
Frank Ertel Carlyle (* 7. April 1897 in Lumberton, Robeson County, North Carolina; † 2. Oktober 1960 ebenda) war ein US-amerikanischer Politiker. Er vertrat den Bundesstaat North Carolina als Abgeordneter im US-Repräsentantenhaus.

## Werdegang
Frank Carlyle besuchte die öffentlichen Schulen im Robeson County und die Wilson Memorial Academy in Nyack, New York. Anschließend graduierte er an der University of North Carolina in Chapel Hill. Während des Ersten Weltkrieges diente er in der United States Navy. Seine Zulassung als Anwalt bekam er am 31. Januar 1921 und eröffnete dann eine Praxis in Lumberton.
Später wählte man ihn zum Solicitor des neunten Gerichtsbezirk von North Carolina in den Jahren 1938, 1942 und 1946. Er übte diese Tätigkeit bis zu seiner Wahl in den Kongress aus. Carlyle wurde als Demokrat in den 81. und die drei nachfolgenden Kongresse gewählt. Seine Amtszeit belief sich vom 3. Januar 1949 bis zum 3. Januar 1957. Er bewarb sich 1956 um die Wiederwahl, wurde aber von seiner Partei nicht erneut nominiert. In seiner Amtszeit im Kongress war er an der Verfassung des Southern Manifesto beteiligt, das sich gegen die Rassenintegration an öffentlichen Einrichtungen aussprach.
Frank Carlyle starb am 2. Oktober 1960 in Lumberton und wurde auf dem Meadowbrook Cemetery beigesetzt.